# ضریب سرعت
ضریب سرعت (VF) یک محیط انتقال، که سرعت انتشار موج یا سرعت انتشار (VoP) نیز نامیده می‌شود، سرعت عبور یک جبهه موج (از یک سیگنال آکوستیک مثلاً یک سیگنال الکترومغناطیسی، سیگنال رادیویی، یک پالس نور در یک فیبر نوری یا تغییر ولتاژ الکتریکی در یک سیم مسی) در درون محیط نسبت به سرعت نور در خلاء است. برای سیگنال‌های نوری ضریب سرعت برابر با معکوس ضریب شکست است
مثلاً سرعت امواج رادیویی در خلاء برابر با سرعت نور است و در نتیجه ضریب سرعت یک موج رادیویی در خلاء برابر با واحد یا ۱۰۰٪ است. در کابلهای الکتریکی ضریب سرعت بیشتر از هرچیز به ماده عایق بستگی دارد.
استفاده از واژه سرعت انتشار و سرعت انتشار موج برای اشاره به نسبت دو سرعت تنها محدود به شبکه‌های کامپیوتری و صنایع کابل سازی است. در علوم و مهندسی به‌طور کلی از این اصطلاح‌ها برای اشاره به سرعت واقعی بر حسب فاصله در زمان استفاده می‌شود و از ضریب سرعت برای اشاره به نسبت سرعت‌ها.

## ضریب سرعت‌های معمول
ضریب سرعت یکی از ویژگی‌های مهم یک رسانه ارتباطی مانند کابل کتگوری ۵ و خطوط انتقال رادیویی است. کابل داده پلنوم معمولاً ضریب سرعتی بین ۰٫۴۲ تا ۰٫۷۲ (۴۲٪ و ۷۲٪ سرعت نور) دارد و کابل رایزر در حدود ۰٫۷۰.
برخی از ضریب سرعت‌های معمول در کابل‌های ارتباط رادیویی عبارتند از
| VF%   | خط انتقال                                            |
| ----- | ---------------------------------------------------- |
| ۹۵–۹۹ | خط «نردبانی» سیم-باز                                 |
| ۸۰    | بلدن ۹۰۸۵ سردوقلو                                    |
| ۸۲    | کابل هم‌محور RG-8X بلدن ۹۲۵۸ (دی‌الکتریک فوم پلی‌اتیلن) |
| ۶۶    | کابل هم‌محور RG-213 CXP213 (دی‌الکتریک پلی‌اتیلن جامد)  |